# Jan Jutte
Jan Jutte (Arnhem, 1 oktober 1953) is een Nederlandse kunstenaar, die onder meer kinderboeken illustreert. Meerdere door hem geïllustreerde uitgaves werden bekroond met een Gouden Penseel.

## Biografie
Hij doorliep van 1975 tot 1980 de Academie voor Beeldende Kunsten in Arnhem en studeerde af in 'Tekenen en Schilderen'. Daarna volgde de eerstegraadslerarenopleiding Tekenen en Kunstgeschiedenis en was hij van 1984 tot 2000 leraar op het Hendrik Pierson College te Zetten. Tegelijkertijd begon hij als freelance-illustrator en in 1988 als leraar Illustratie aan zijn oude leerschool in Arnhem. Zijn eerste opdracht met betrekking tot het illustreren van kinderboeken kwam van uitgeverij Querido voor het boek Het Beertje Pippeloentje van Annie M.G. Schmidt, een heruitgave uit 1984. In 1991 begon zijn samenwerking met Rindert Kromhout voor het boek Peppino, Rindert won hiermee een Zilveren Griffel. Hun samenwerking werd in 1994 bekroond met een Gouden Penseel voor Jan Juttes illustraties voor Lui, Lei, Enzo. In 2001 en in 2004 zou Jan Jutte eveneens een Gouden Penseel ontvangen.

## Prijzen
- 1994 Gouden Penseel voor Lui, Lei, Enzo
- 1999 Gouden Plaque op de Biennial of Illustrations Bratislava en uitverkoren tot een van de Best Verzorgde Boeken voor Opstaan!
- 2001 Gouden Penseel voor Tien stoute katjes
- 2002 Pluim van de Maand voor Ruimtereis
- 2004 Gouden Penseel voor Een muts voor de maan
- 2019 Sardes-Leespluim voor Tijger
- 2020 Zilveren Griffel voor Tijger

### als illustrator
- 1983 Het Beertje Pippeloentje van Annie M.G. Schmidt (heruitgave)
- 1984 Er ging geen dag voorbij van Toon Tellegen
- 1985 Vannacht als iedereen slaapt van Rindert Kromhout
- 1987 Tin Toeval en de kunst van het verdwalen van Guus Kuijer
- 1987 Beer en jager van Doeschka Meijsing
- 1989 Tin Toeval en de kunst van Madelief, auteur Guus Kuijer, ook met illustraties van Mance Post (Querido) (jubileumboek van de auteur)[1]
- 1989 Josje van Sjoerd Kuyper
- 1990 Van Aap tot Zet van Mensje van Keulen
- 1991 Peppino van Rindert Kromhout (waarvoor hij een Zilveren Griffel ontving)
- 1990 Meneer Ratti van Mensje van Keulen
- 1992 Hup naar huis van Rindert Kromhout
- 1993 De Paljas en de Vuurvreter van Rindert Kromhout
- 1993 Lui, Lei, Enzo van Rindert Kromhout
- 1993 Liselotje op het potje van Marianne Busser en Ron Schröder
- 1993 Liselotje gaat logeren van Marianne Busser en Ron Schröder
- 1993 Tin Toeval in de onderwereld van Guus Kuijer
- 1994 Het eiland Klaasje van Sjoerd Kuyper (waarvoor hij een Zilveren Griffel ontving)
- 1994 Snottebel Lies en andere portretten van Mensje van Keulen
- 1994 In de weg, uit de weg van Rindert Kromhout
- 1994 Liselotje krijgt een zusje van Marianne Busser en Ron Schröder
- 1994 De twee vrienden van Rindert Kromhout (in de serie van Bil en Wil)
- 1996 Versjes voor beginnende lezers 3; Er loopt een liedje door de lucht van Erik van Os
- 1996 Pas op voor Bez van Mensje van Keulen
- 1997 Teunis van Toon Tellegen (waarvoor hij een Zilveren Griffel ontving)
- 1997 Liselotje is jarig van Marianne Busser en Ron Schröder
- 1994 Liselotje gaat naar zwemles van Marianne Busser en Ron Schröder
- 1998 Een dief in huis van Rindert Kromhout (in de serie van Bil en Wil)
- 1998 Apen kijken van Leendert Witvliet
- 1998 De Poedelman van Annie M.G. Schmidt (heruitgave)
- 1999 Feest! van Rindert Kromhout (in de serie van Bil en Wil)
- 1999 Wat een verhaal! van Rindert Kromhout (in de serie van Bil en Wil)
- 1999 Jaap deelt klappen uit van Edward van de Vendel
- 2000 Tien stoute katjes van Mensje van Keulen
- 2000 Liselotje zet haar schoen van Marianne Busser en Ron Schröder
- 2001 Versjes voor beginnende lezers; O, was ik maar een aap van Gerard Tonen
- 2001 Het opperhoofd van Ivo de Wijs
- 2002 Schaap met laarsjes van Maritgen Matter
- 2002 Wat een circus! van Bibi Dumon Tak
- 2003 Een muts voor de maan van Sjoerd Kuyper
- 2003 Bil en Wil, vijf kleine avonturen van twee grote vrienden van Rindert Kromhout (in de serie van Bil en Wil)
- 2003 Geld telt van Karel Verleyen
- 2004 Italië van Rindert Kromhout
- 2004 Titus raakt zoek van Mensje van Keulen
- 2005 Bil en Wil, wat een wagen! van Rindert Kromhout (in de serie van Bil en Wil)
- 2005 Bil en Wil, vrienden voor altijd van Rindert Kromhout (in de serie van Bil en Wil)
- 2005 Bil en Wil, een heerlijk avondje van Rindert Kromhout (speciale Sinterklaasuitgave)
- 2005 Bil en Wil, een fiets voor twee van Rindert Kromhout (in de serie van Bil en Wil)
- 2005 Bil en Wil, IK BEN NIET BOOS! van Rindert Kromhout (in de serie van Bil en Wil)
- 2005 Bil en Wil, wat een billen! van Rindert Kromhout (in de serie van Bil en Wil)
- 2005 ...mnopq... van Toon Tellegen
- 2006 Paperasje van Ienne Biemans
- 2006 Oei, ik groei! van Hetty van de Rijt & Frans Plooij
- 2006 Oei, ik groei! Spreekuur op de bank van Frans Plooij
- 2007 Van mij en van jou van Hans Hagen en Monique Hagen
- 2007 Brammetje Baas van Tamara Bos
- 2007 Welkom thuis, leeuw! van Margje Kuyper en Sjoerd Kuyper
- 2007 A Journey van Edward Field
- 2008 Wat een land! van Driek van Wissen
- 2008 ROAWR! van Barbara Joosse (vertaald als: GRRAUW!)
- 2009 Echte boeven? van Paul van Loon
- 2009 Ik ben niet bang voor spoken van Paul van Loon
- 2009 Het toverstokje van Annie M.G. Schmidt (heruitgave)
- 2009 Drie bokjes Brutaaltjes, verhalen en sprookjes vertaald door Leonard Beuger
- 2010 Sleepover at Gramma's House van Barbara Joosse
- 2010 Dissus van Simon van der Geest
- 2010 Weet jij het al? van Rindert Kromhout (Promotieboek SP)
- 2010 Kindertaalkalender 2010
- 2010 Waar is Mo? van Toon Tellegen (in de serie Gouden Boekjes)
- 2012 Weet jij het al? van Rindert Kromhout (heruitgave in de serie van Bil en Wil)
- 2021 Maximiliaan Modderman geeft een feestje van Joukje Akveld

(De Liselotje-serie is later opnieuw van illustraties voorzien door Dagmar Stam)

### als illustrator én schrijver
- 1997 Opstaan (samen met zijn vrouw Nanouk)
- 2001 Ruimtereis
- 2001 Op de step
- 2001 Pak me dan!
- 2006 Met vis naar zee (samen met zijn vrouw Nanouk)
- 2024 Het is rood en rond...
- 2024 Wie ben jij?

## Bestseller 60
| Boeken met noteringen in de Nederlandse Bestseller 60 | Jaar van verschijnen | Datum van binnenkomst | Hoogste positie | Aantal weken | Opmerkingen                                                       |
| ----------------------------------------------------- | -------------------- | --------------------- | --------------- | ------------ | ----------------------------------------------------------------- |
| Maximiliaan Modderman geeft een feestje (met knuffel) | 2022                 | 11-01-2023            | 9               | 5            | in samenwerking met Joukje Akveld / Prentenboek van het jaar 2023 |
| Maximiliaan Modderman geeft een feestje               | 2021                 | 18-01-2023            | 10              | 4            | in samenwerking met Joukje Akveld / Prentenboek van het jaar 2023 |
| Maximiliaan Modderman geeft een feestje (mini)        | 2023                 | 01-02-2023            | 1(1wk)          | 5            | in samenwerking met Joukje Akveld / Prentenboek van het jaar 2023 |

## Trivia
- De totstandkoming van het boek De Paljas en de Vuurvreter werd gevolgd voor een driedelige serie van Het Klokhuis. Het boek Opstaan werd door de KRO gebruikt in het programma Voorlezen en het boek Ruimtereis werd eveneens door de KRO gebruikt voor de serie Mijn mooiste prentenboek in 2004. In 2007 ontwierp hij het decor en de kostuums voor de kinderopera Mandolino van het Asko Ensemble en het decor voor Het feest van Sinterklaas in de Ahoy.